# Storegga

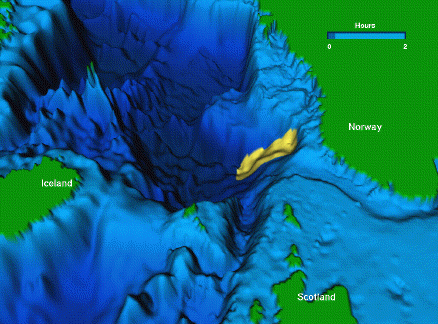
Digitales 3D-Höhenmodell des Nordatlantiks mit Markierung der Position der Storegga-Rutschung (gelb). Das Relief ist hier stark überhöht dargestellt, so dass der Kontinentalhang sehr steil erscheint.

Als Storegga (norwegisch: große Kante) wird der Kontinentalabhang im Europäischen Nordmeer vor der norwegischen Küste am südlichen Vøring-Plateau bezeichnet, unterhalb dessen sich durch wiederholte Rutschungen im Laufe der Jahrtausende eine ausgedehnte, bis weit in den Nordatlantik reichende Schutt- und Schlammhalde gebildet hat.

## Storegga-Rutschung

### Datierung
Die Storegga-Rutschung, auch als Storegga-Ereignis bezeichnet, erfolgte nach Radiokarbondatierungen in mehreren Phasen vor ca. 8200 Jahren (7250 ± 250 unkalibrierte 14C-Jahre BP), wobei der Großteil der Rutschmasse während des ersten Rutschereignisses mobilisiert wurde.

### Ereignis

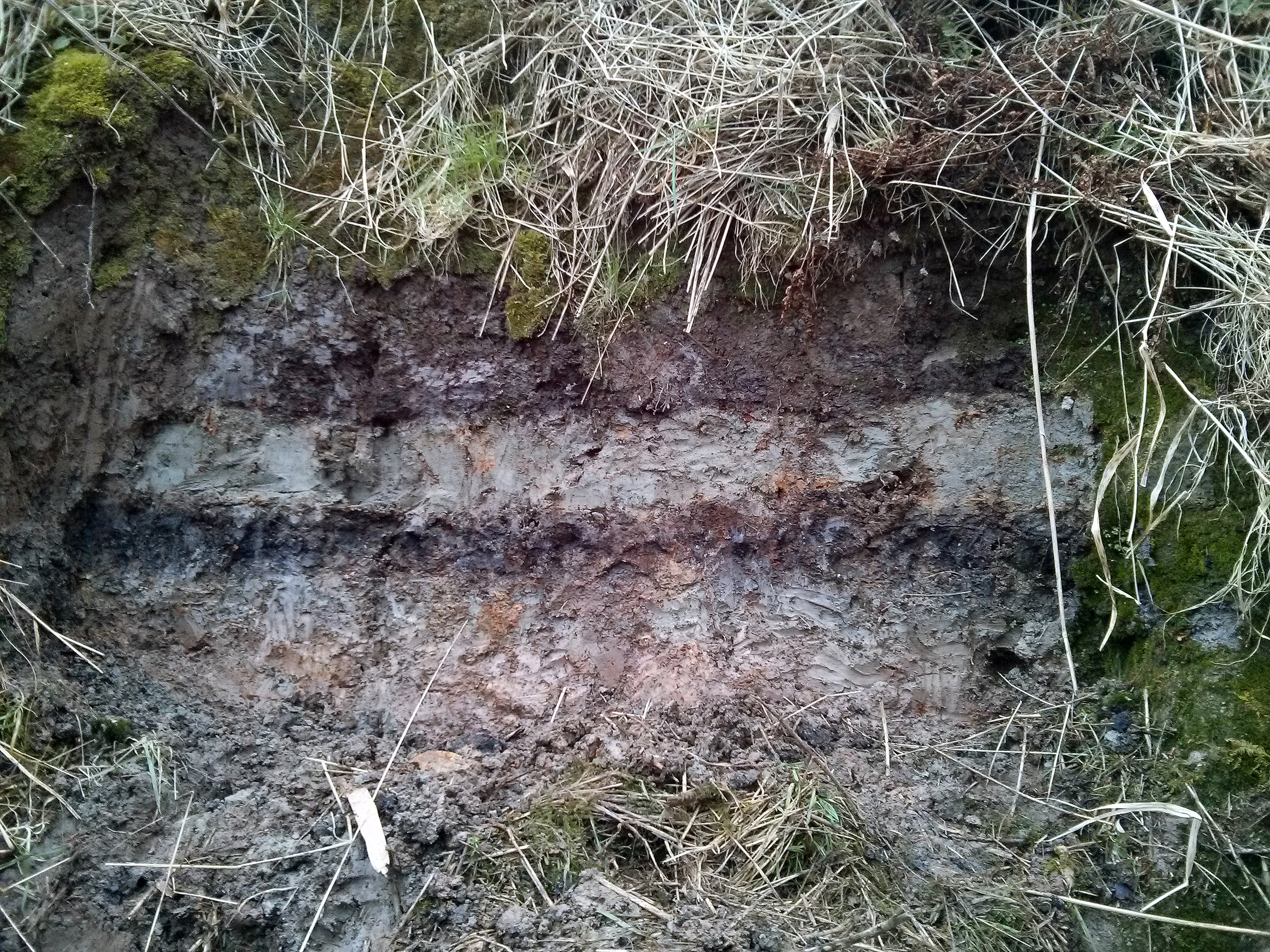
Ablagerungen des Storegga-Tsunamis (graue, obere Schicht), von Torf (dunkelbraune Schichten) eingeklammert, bei Maryton auf der Montrose-Senke in Schottland aufgenommen

Die Rutschungen werden mit fortschreitender Destabilisierung von Gashydraten, insbesondere von Methanhydrat, in Verbindung gebracht. Ein größeres Abrutschungsereignis mit Abbruch der Schelfkante kann dabei zu einem Tsunami führen. So sind noch heute infolge der Storegga-Rutschung tsunamigene Ablagerungen an den Atlantikküsten im Norden Europas feststellbar: An der norwegischen Küste besaß die Flutwelle eine Höhe von mindestens 10–12 Metern über dem damaligen Meeresspiegel. Auch auf den Shetland-Inseln konnte anhand von Ablagerungen eine mehr als 20 Meter hohe Flutwelle nachgewiesen werden. Der Untergang der Doggerbank, der letzten vom Doggerland übriggebliebenen Insel,  wurde dabei vollendet. Je nach Region des Auftretens solch submariner Großrutschungen können die daraus resultierenden Flutwellen erhebliche Schäden an Küsten anrichten.
Es handelt sich hier mit über 800 km Länge und einem Volumen von etwa 5600 km³ um eine der größten weltweit bekannten Rutschungen.